# 4087 Pärt
A 4087 Pärt (ideiglenes jelöléssel 1986 EM1) a Naprendszer kisbolygóövében található aszteroida. Edward L. G. Bowell fedezte fel 1986. március 5-én.